# Атанасий Янусас
Атанасий (на гръцки: Αθανάσιος, Атанасиос) е гръцки духовник, сисанийски и сятищки митрополит от 2019 година.

## Биография
Роден е в 1971 година в Атина, Гърция с фамилията Янусас (Γιαννουσάς). Завършва в 1993 година Богословския факултет на Атинския университет. Прави следдипломна квалификация по историята на богословието. В 1995 година се замонашва в Пенделския манастир „Успение Богородично“. В същата година е ръкоположен за дякон от митрополит Агатоник Китроски с разрешение на архиепископ Серафим Гръцки. Служи една година в храма „Свети Николай“ на улица „Ахарнес“ в Атина. В 1996 година след като завършва следдипломната си квалификация, последва духовния си наставник Серафим в Костур, където Серафим получава митрополитско назначение. В 1997 година е ръкоположен за презвитер и служи в храма „Свети Георги Елеуски“ в Костур. В 1998 година е назначен за протосингел на Костурската митрополия. Отец Атанасий управлява и отдела за проповядването, изповедта и милосърдието. В 2012 година патриарх Вартоломей I Константинополски го отличава с офикията архимандрит на Вселенския престол.
На 20 март 2019 година със 71 гласа Светият синод на Църквата на Гърция го избира за митрополит на Сисанийска и Сятищка епархия. На първото гласуване от 77 избиратели архимандрит Атанасий Янусас получава 73 гласа, архимандрит Ефраим Триандафилопулос - 32, а архимандрит Христофор Ангелопулос - 14. На второто гласуване архимандрит Атанасий получава 71 гласа, а архимандрит Ефраим - 5, като една бюлетина е бяла.
На 23 март 2019 година в атинската катедрала „Благовещение Богородично“ е ръкоположен за сисанийски и сятищки митрополит. Ръкополагането е извършено от архиепископ Йероним Атински и Гръцки в съслужение с митрополитите Евстатий Монемвасийски и Спартански, Пантелеймон Берски, Йеротей Навпактски и Агивласийски, Серафим Костурски, Игнатий Димитриадски и Алмирски, Серафим Пирейски, Доротей Сироски, Хрисостом Халкидски, Павел Сервийски и Кожански, Хрисостом Патраски, Павел Драмски, Теофил Левкадски, Георгий Тивански и Левадийски, Калиник Паронаксийски, Теоктист Фокидски, Калиник Артенски, Атинагор Илионски, Ахарнески и Петруполски, Кирил Кифисийски, Амарусийски и Оропоски, Йоан Лъгадински, Гавриил Неайонийски и Филаделфийски, Антоний Глифадски, Хрисостом Никополски и Превезки, Тимотей Тесалиотидски и Фанариоферсалски, Давид Гревенски, Климент Перистерски, Юстин Неакринийски и Каламарийски, Хрисостом Трикийски и Стагийски, Хрисостом Манийски, Йероним Лариски и Тирнавски, архиепископ Дамаскин Яфенски от Йерусалимската патриаршия и епископите Симеон Теспийски и Константий Андруски.